# Wacław Feryniec
Wacław Feryniec (ur. 25 sierpnia 1924 w Brześciu, zm. 18 kwietnia 2017 w Warszawie) – oficer polskiej broni pancernej w randze pułkownika. Historyczny dowódca czołgu o numerze bocznym 102 w 1 Brygadzie Pancernej im. Bohaterów Westerplatte. Wieloletni szef Zarządu Kultury Fizycznej Głównego Zarządu Szkolenia Bojowego.

## Życiorys
Syn Marii i Jana. 15 kwietnia 1943 wstąpił do powstającego w Związku Radzieckim zalążka Wojska Polskiego. Po utworzeniu 1 Korpusu Polskiego, w stopniu chorążego, został skierowany do 1 Brygady Pancernej. W czasie walk pod Lenino dowodził czołgiem T-34, który unieruchomiony wspierał piechotę ogniem z miejsca przymusowego postoju. Wieczorem, mimo ostrzału udało się dokonać niezbędnej naprawy i maszyna powróciła na wschodni brzeg Mierei (czołg stanowi eksponat Muzeum Wojska Polskiego).
Następnie, w stopniu podporucznika, Wacław Feryniec został dowódcą czołgu o numerze bocznym 102, wchodzącym w skład kompanii sztabowej 1 pułku czołgów 1 BPanc. W czasie walk na przyczółku warecko-magnuszewskim, 10 sierpnia 1944, czołg 102 wyruszył z odsieczą okrążonemu batalionowi piechoty radzieckiej kpt. Iwana Bielanina. Po dotarciu do pozycji Sowietów i dostarczeniu im zaopatrzenia czołg ppor. Feryńca wrócił do sztabu brygady.
We wrześniu 1945 por. Feryniec został dowódcą 2 batalionu czołgów 4 Brygady Pancernej. Następnie pełnił różne funkcje w wojsku m.in. dowodząc pułkiem pancernym oraz pracując w MON i Sztabie Generalnym. W latach 1965–1966 pełnił służbę w Polskiej Delegacji Międzynarodowej Komisji Nadzoru i Kontroli w Laosie jako pomocnik szefa Wydziału Operacyjnego. Wieloletni szef Zarządu Kultury Fizycznej Głównego Zarządu Szkolenia Bojowego.
W okresie stanu wojennego w Polsce (1981–1983) był pełnomocnikiem Komitetu Obrony Kraju – komisarzem wojskowym w Głównym Komitecie Kultury Fizycznej i Sportu.
Przez trzy lata (1984–87) pracował jako attaché wojskowy, morski i lądowy przy Ambasadzie PRL w Sofii. Służbę zakończył w randze pułkownika.
W latach 60. płk Janusz Przymanowski, tworząc opracowanie bitwy pod Studziankami, napisał powieść pt. Czterej pancerni i pies. Główni bohaterowie stanowią załogę czołgu o numerze bocznym 102, który także szedł z odsieczą radzieckiemu batalionowi na przyczółku warecko-magnuszewskim. Płk Wacław Feryniec był jednym z pierwowzorów por. Wasyla Semena (serialowy Olgierd Jarosz) – pierwszego dowódcy czołgu.
Płk Wacław Feryniec zmarł w 2017. Spoczął obok żony Haliny na warszawskim cmentarzu prawosławnym. Para miała syna Wacława, także pułkownika Wojska Polskiego. Pamiątki po płk. Wacławie Feryńcu starszym znajdują się w dzierżoniowskiej Izbie Pamięci Żołnierza Polskiego i Muzeum Studzianki Pancerne.

## Odznaczenia i wyróżnienia
- Wpis do „Honorowej Księgi Czynów Żołnierskich” (1978)
- Order Sztandaru Pracy I klasy
- Krzyż Komandorski Orderu Odrodzenia Polski
- Krzyż Oficerski Orderu Odrodzenia Polski
- Krzyż Srebrny Orderu Virtuti Militari
- Krzyż Walecznych
- Srebrny Medal „Zasłużonym na Polu Chwały” Lenino – 25 października 1946
- Srebrny Medal „Zasłużonym na Polu Chwały” – 16 marca 1946
- Brązowy Medal „Zasłużonym na Polu Chwały” Lenino – 11 listopada 1943[1]
- Medal XXX-lecia Polski Ludowej
- Medal XL-lecia Polski Ludowej
- Medal za Warszawę 1939–1945
- Medal za Odrę, Nysę, Bałtyk
- Medal Zwycięstwa i Wolności 1945
- komplet Medalu „Siły Zbrojne w Służbie Ojczyzny”
- Medal „Za udział w walkach o Berlin”
- komplet Medalu „Za zasługi dla obronności kraju”
- Złota odznaka honorowa „Za Zasługi dla Warszawy” (1977)[8]
- Medal "Za Zasługi dla Marynarki Wojennej" (1973)[9]
- Medal „Za wyzwolenie Warszawy” – Związek Radziecki
- Medal „Za zdobycie Berlina” – Związek Radziecki
- Medal „Za zwycięstwo nad Niemcami w Wielkiej Wojnie Ojczyźnianej 1941–1945” – Związek Radziecki

i inne.